# Fridrihštajn
Fridrihštajn (nemško: Friedrichstein) je 970 m visok vrh nad Kočevjem. Ime je vrh dobil po gradu, ki ga je dal postaviti Friderik II. za svojo ženo Veroniko Deseniško in, ki je danes le še ruševina. 
Vrh z ruševino je priljubljena pohodniška točka, nanj pa vodi urejena in markirana planinska pot, imenovana grajska pot. Ta se prične na avtobusni postaji v centru Kočevja. Od tam se nadaljuje preko glavne ceste in skozi Podgorsko ulico do vznožja Stojne. Na križišču stoji prvi smerokaz, ki kaže pot skozi gozd do končne točke. Do obnovljenega vhoda v ruševine je okoli ura in pol zmerne hoje, višinska razlika, ki jo je treba premagati pa je okoli 500 metrov. Z vrha Fridrihštajna se odpira pogleda na Kočevsko-Ribniško dolino, Trdinov vrh in Boč, v daljavi pa se vidijo tudi Kamniško-Savinjske alpe.